# Reprezentacja Ukrainy w koszykówce mężczyzn
Reprezentacja Ukrainy w koszykówce mężczyzn – narodowy zespół koszykarski Ukrainy, w którym występują zawodnicy posiadający obywatelstwo ukraińskie. Za jej funkcjonowanie odpowiedzialna jest Federacja Koszykówki Ukrainy (ukr. ФБУ – Федерація баскетболу України, FBU – Federacija Basketbołu Ukrajiny). 

## Udział w imprezach międzynarodowych
- Mistrzostwa Europy
  - 1997 – 13. miejsce
  - 2001 – 14. miejsce
  - 2003 – 14. miejsce
  - 2005 – 16. miejsce
  - 2011 –  17. miejsce
  - 2013 –    6. miejsce